# Nouan-le-Fuzelier
Nouan-le-Fuzelier é uma comuna francesa na região administrativa do Centro, no departamento Loir-et-Cher. Estende-se por uma área de 84,22 km². Em 2010 a comuna tinha 2 370 habitantes (densidade: 28,1 hab./km²).